# Пеннінські Альпи
Пенні́нські А́льпи (італ. Alpi Pennine, фр. Alpes Pennines) — система гірських хребтів в Західних Альпах Швейцарії (кантон Вале) і Італії (П'ємонт і Валле-д'Аоста).
Пеннінські Альпи відокремлені від Грайських Альп (на південному сході) — перевалом Ферре і долиною річки Дора-Бальтеа, від Лепонтинських Альп (на сході) — перевалом Сімплон, від Бернських Альп (на півночі) — долиною річки Рона.
- Довжина близько 100 км,
- Висота до 4 634 м (пік Дюфур в масиві Монте-Роза).

Складені переважно гнейсами та сланцями.
Нижче 2 800–3 000 м — альпійські і субальпійські луки, що змінюються на висоті близько 2 300–2 200 м лісами.

## Галерея

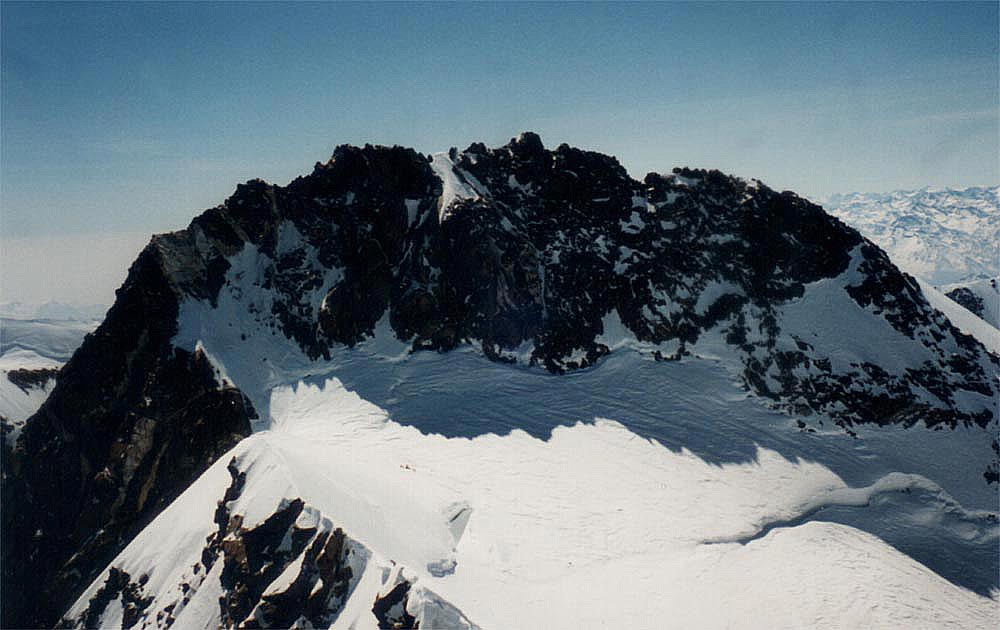
Пік Дюфур
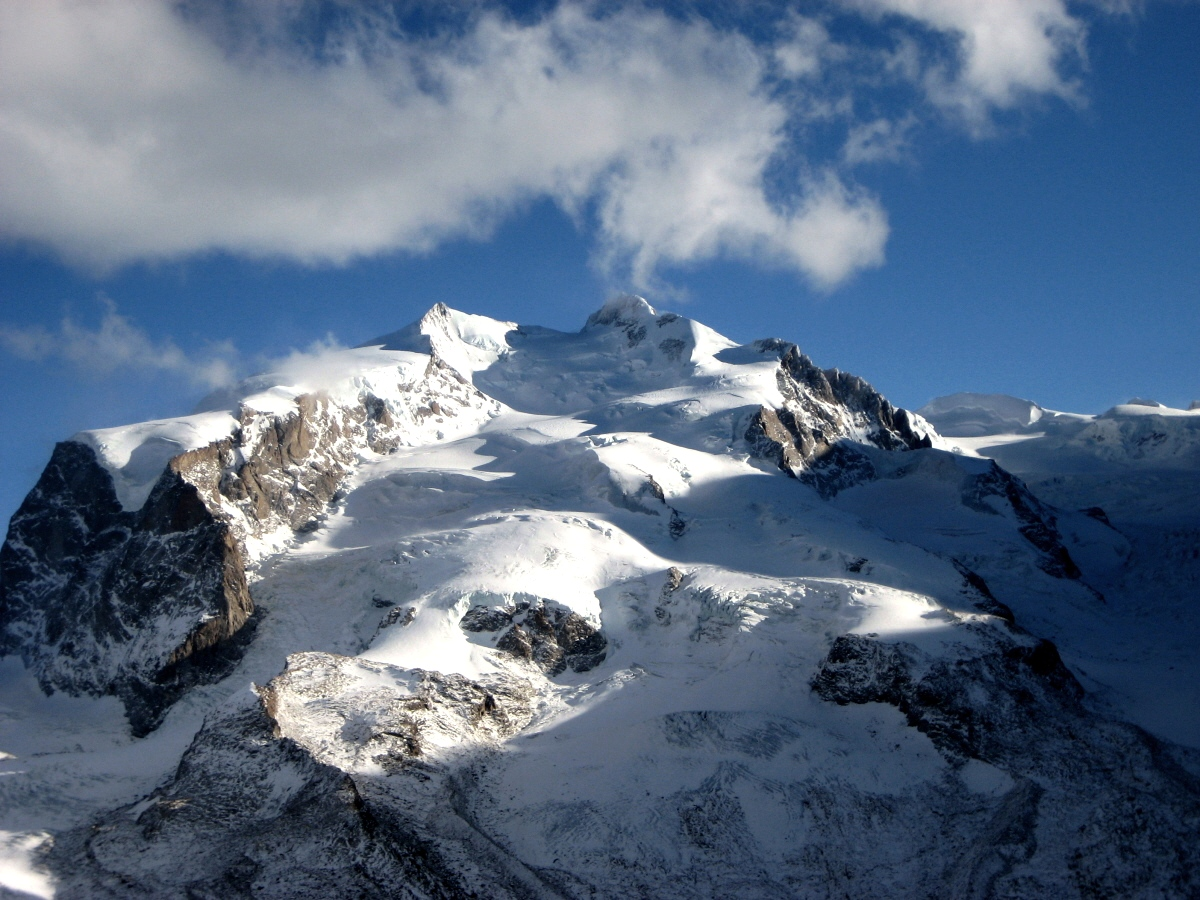
Пік Дюфур
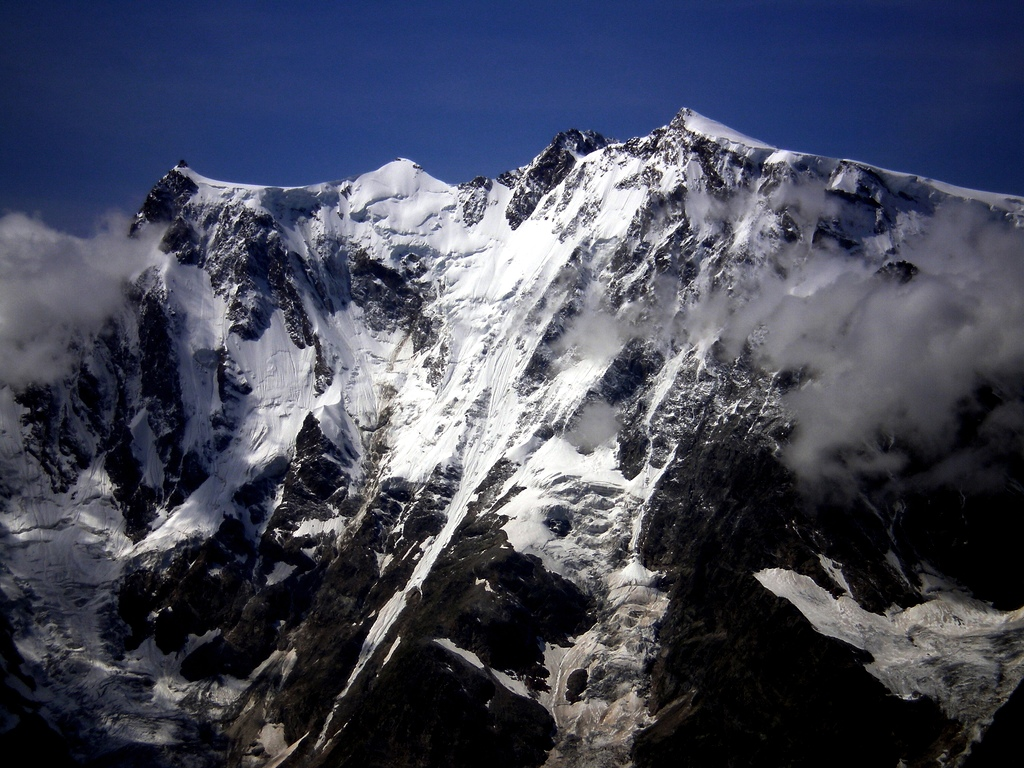
Північна стіна масиву Монте-Роза
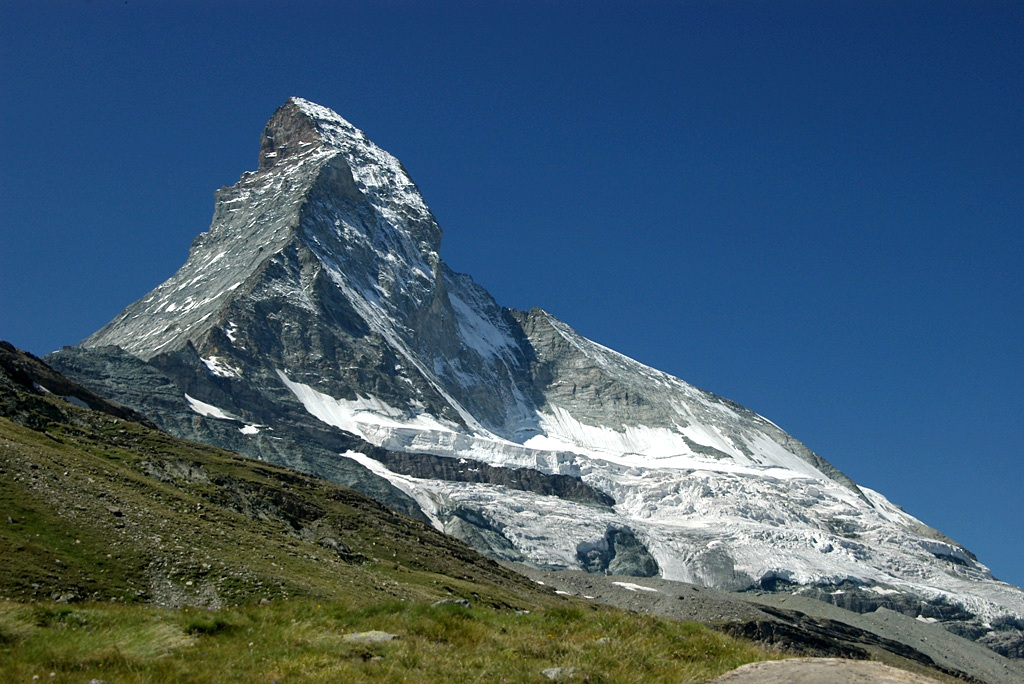
Маттергорн
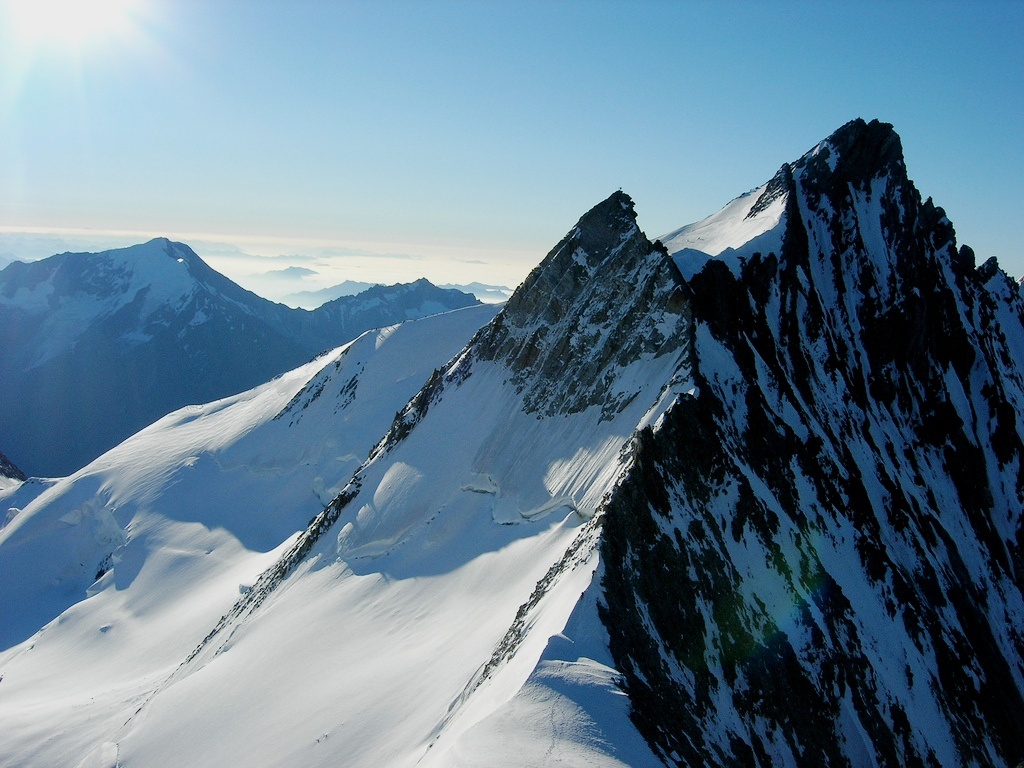
Наделхорн
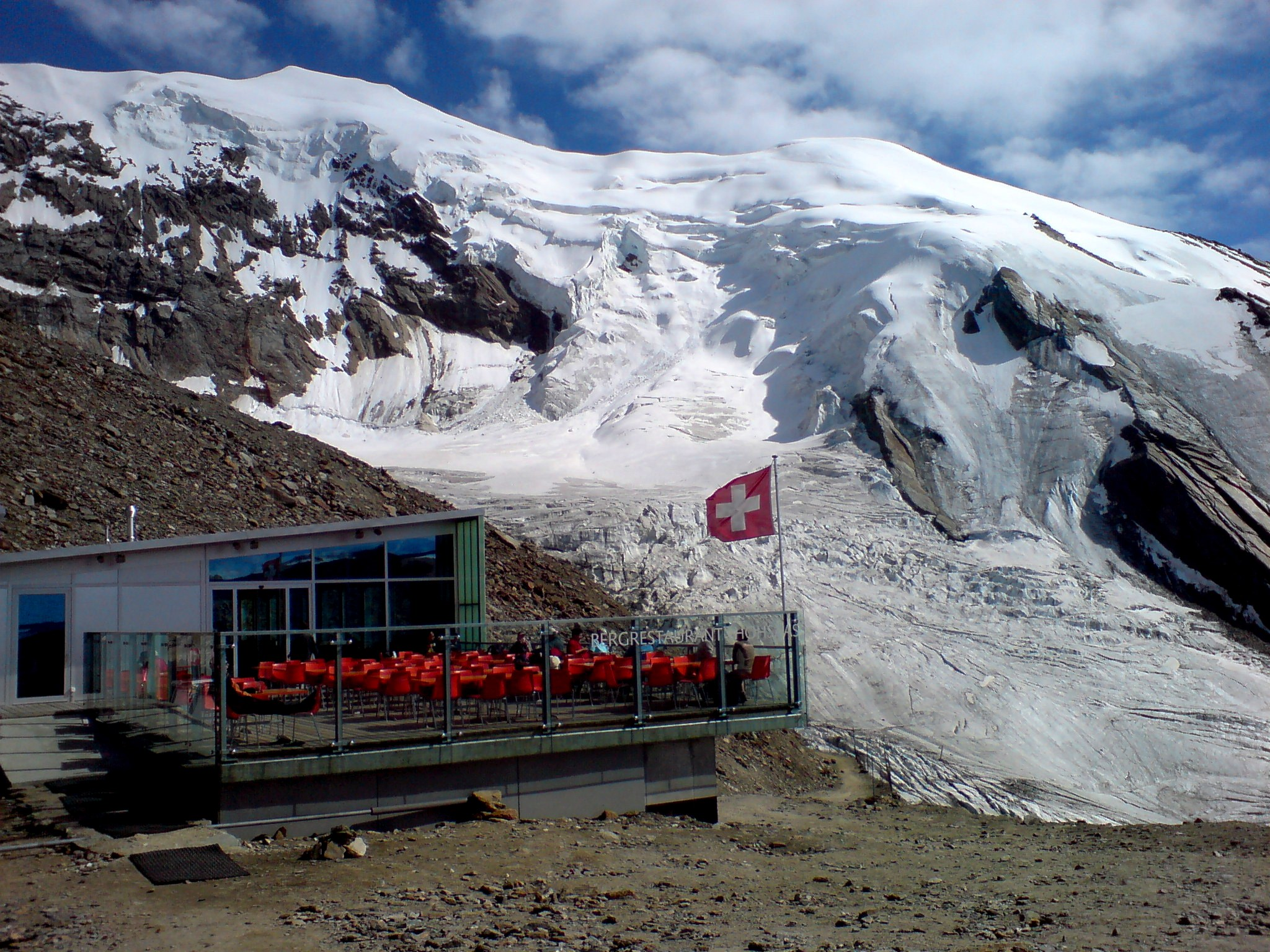
Вайссміс
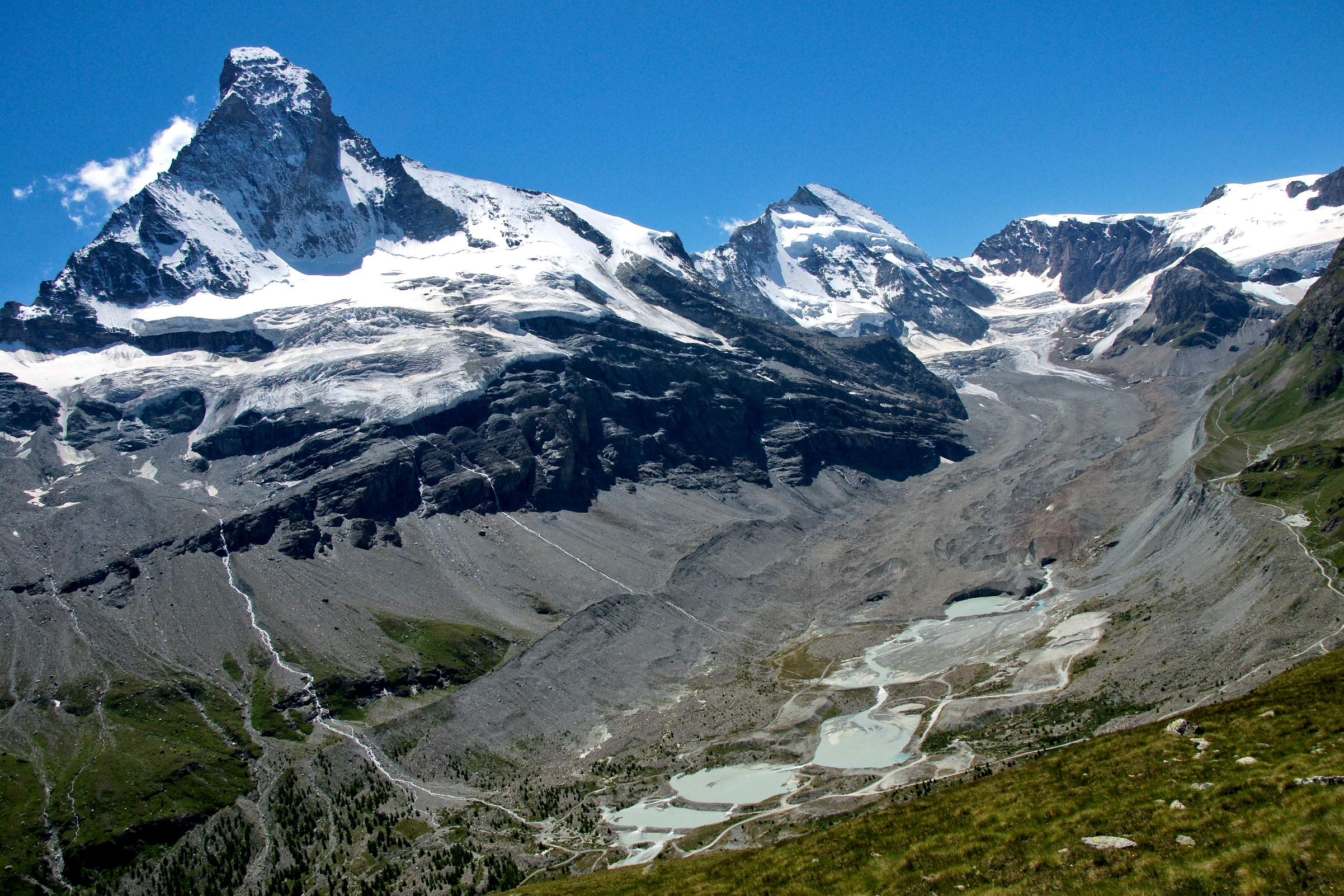
Долина Цмутт
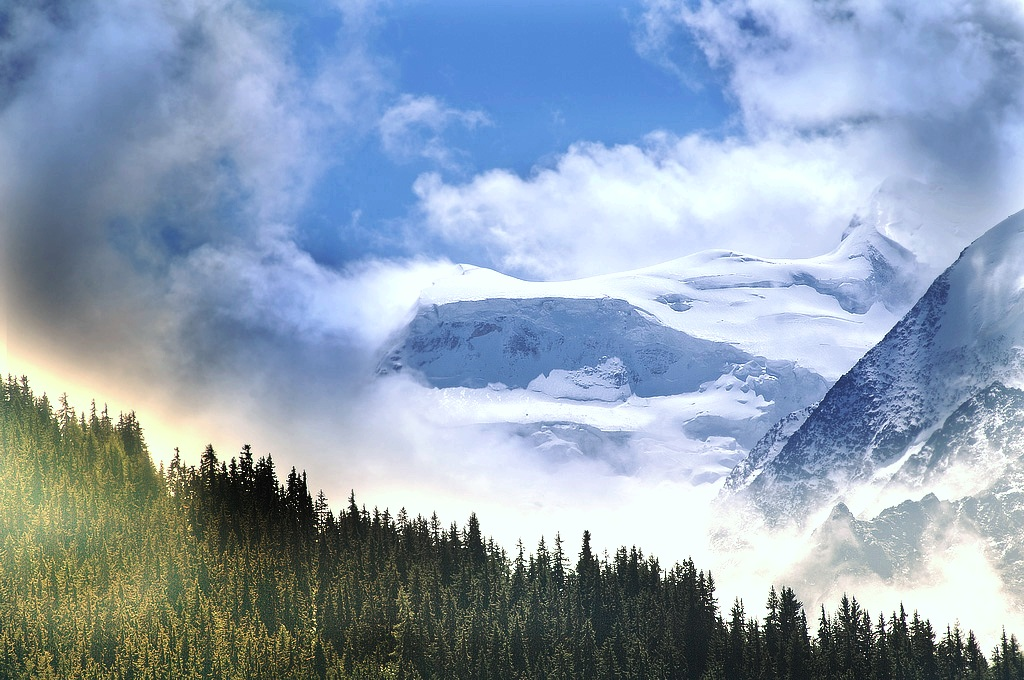
Гран Комбін
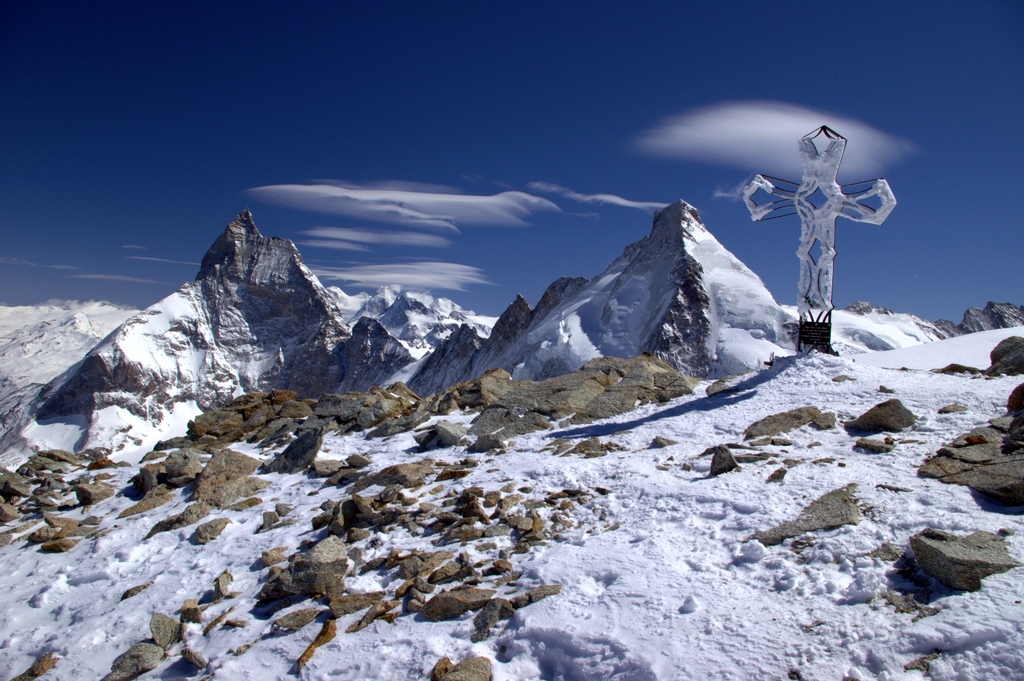
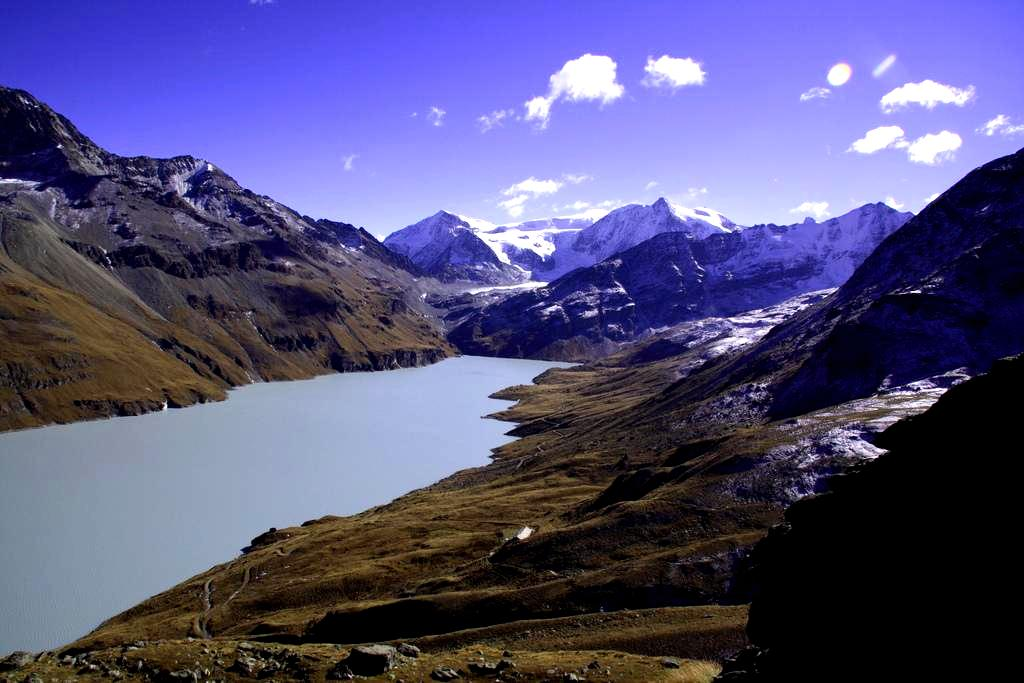
Водосховище Лак де Діс
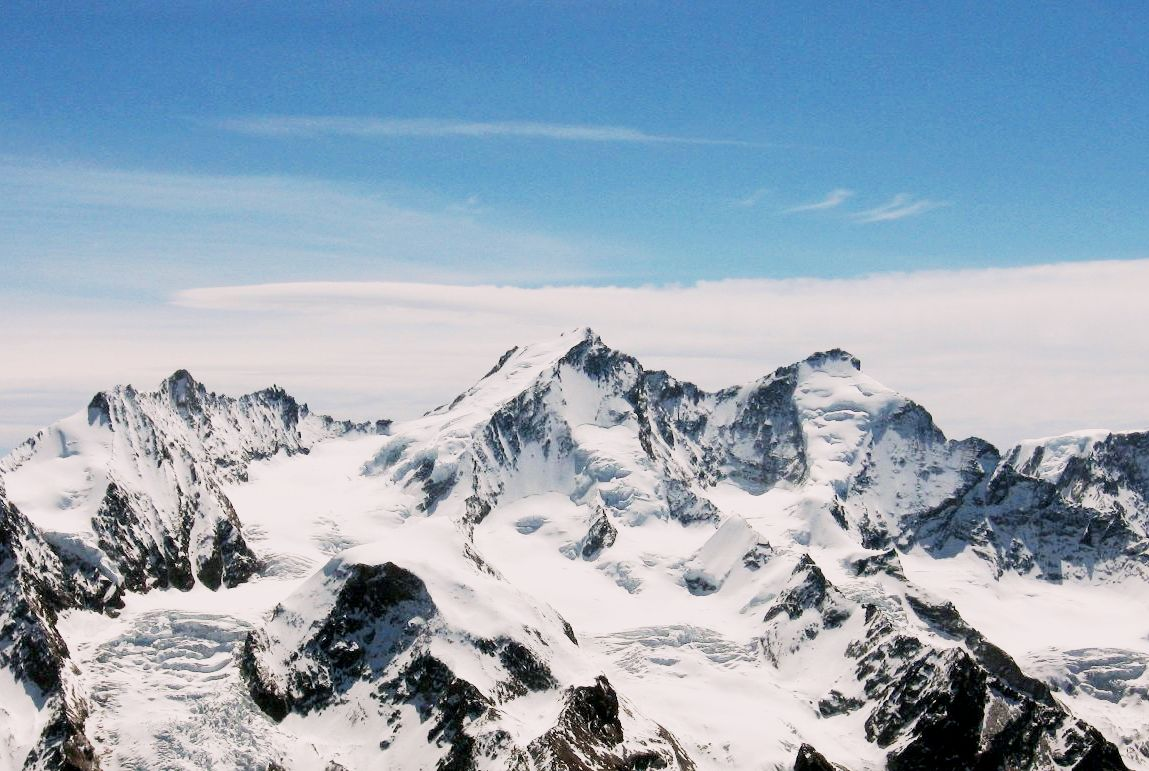
Дом де Мішабель та Тешхорн
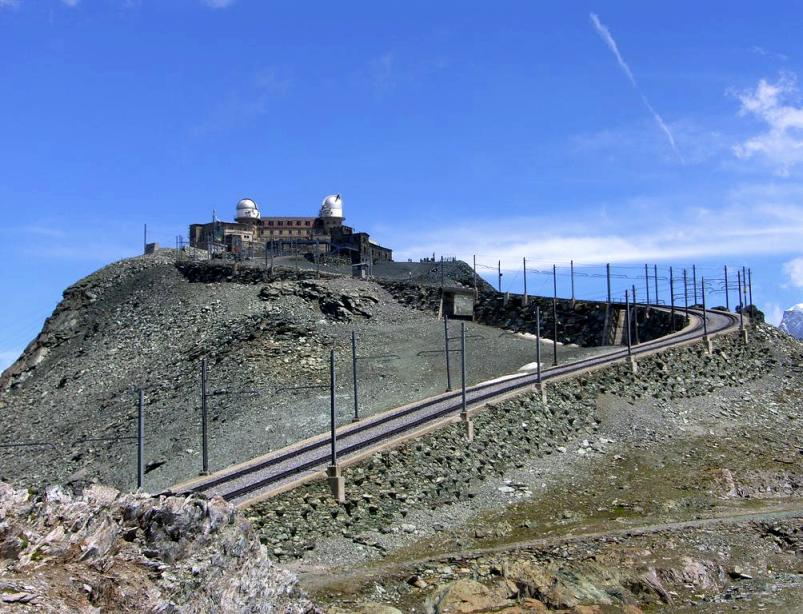
Горнерграт